# محمد صالح‌خان مریدالوزاره
محمد صالح خان مریدالوزاره  از سیاستمداران ایرانی بود، که در دوره نخست بعنوان نماینده کرمانشاه در مجلس شورای ملی حضور داشت.